# Santuari de Zeus Amon
El Santuari de Zeus Amon (en grec antic: Ἱερὸν τοῦ Ἄμμωνος Διός, Hieron tū Ammōnos Dios) fou un antic santuari dedicat a Zeus Amon a la península de Pal·lene (actual Kassandra), a Tràcia, a l'actual península Calcídica de Grècia. El seu jaciment és al poble de Kallithea, al municipi de Kassandra, a la costa oriental de la península de Kassandra.

## Història
Fou un dels santuaris més importants de l'Antiguitat en tota l'actual península Calcídica. Les primeres troballes del jaciment daten del començament de l'edat del bronze. El lloc de culte posterior s'originà a partir del Santuari de Dionís, construït en el període arcaic en la segona meitat del segle vii ae, i estava associat a la propera ciutat d'Afitis.

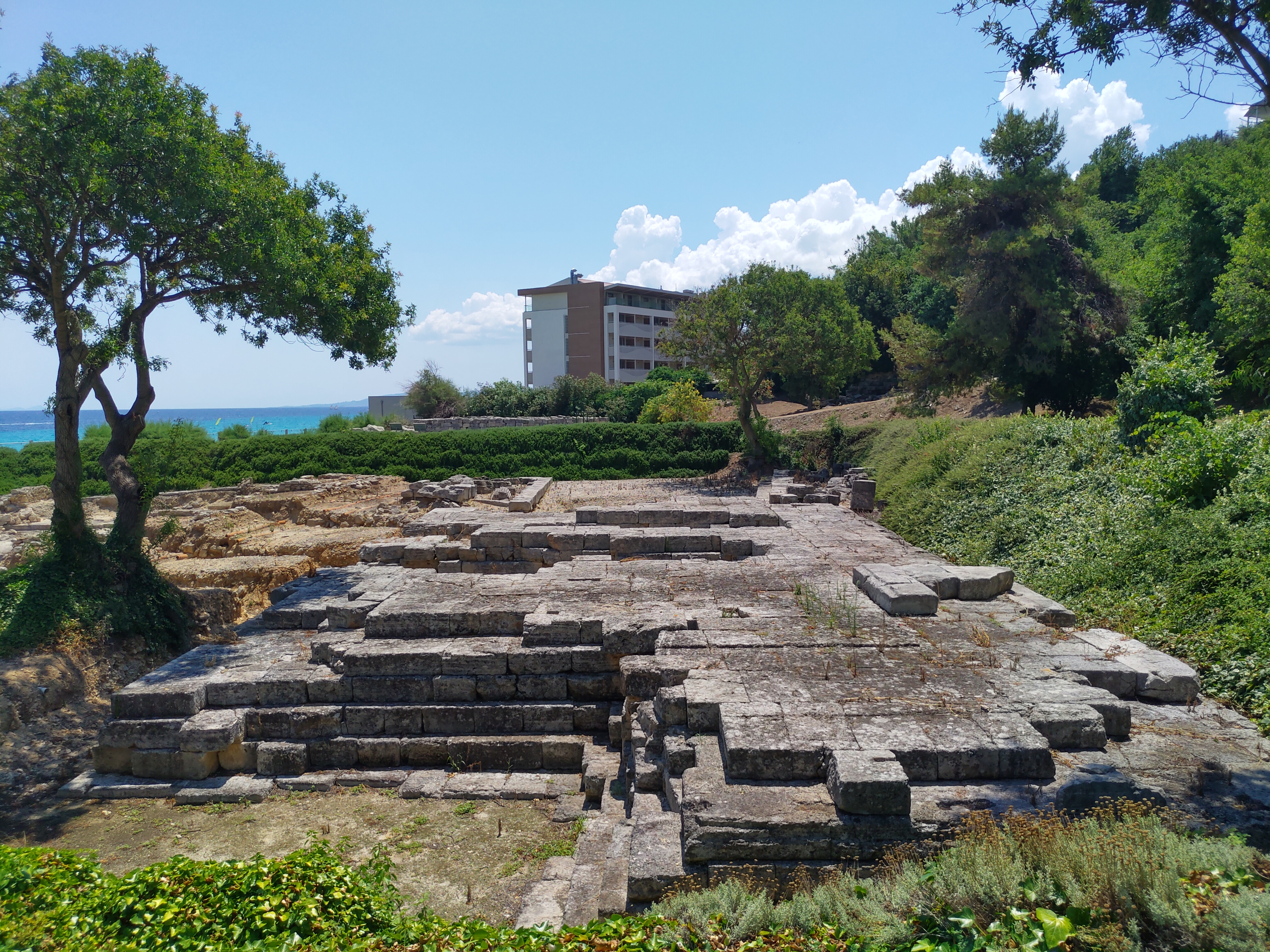
Restes del santuari

El culte a Zeus Amon es basava en l'Oracle de Amon el centre del qual era en l'actual oasi de Siwa. El culte, el dugueren a Grècia els cireneus, que s'havien familiaritzat amb ell a Egipte. Era conegut, també, a Esparta, la ciutat mare de Cirene. Píndar en tingué un paper decisiu en la promoció del culte a Grècia, perquè dedicà una oda a Zeus Amón. A Afitis, el culte  Zeus Amon començà en el període clàssic, en el segle iv abans de la nostra era, quan es va construir un altar al lloc. El culte a Afitis el va introduir l'espartà Lisandre, que va assetjar la ciutat en el 403 ae. Va explicar que havia tingut un somni en què Ammó li deia que posàs fi al setge. Després d'açò, aconsellà a la gent del poble que hi construïssin un santuari. La ciutat estat d'Afitis encunyà moneda amb la imatge de Zeus Amon.
El Temple de Zeus Amon a l'àrea del santuari es va construir a la fi del període clàssic i període hel·lenístic, en el segle iii ae, segurament durant el regnat de Filip II, Alexandre el Gran o Cassandre. L'àrea era llavors part del Regne de Macedònia. Alexandre es considerava fill de Zeus Amon i visità aquest oracle de Siwa. Al voltant de l'any 360 ae, el culte al déu guaridor Asclepi també hi era present.
En el període romà del segle i ae, s'hi va construir un nou i petit santuari. Els santuaris restaren abandonats a tot estirar en el segle iii. En el període paleocristià, s'hi va construir una església basílica i un monestir romà d'Orient en el segle xi dedicat a sant Pantaleó.

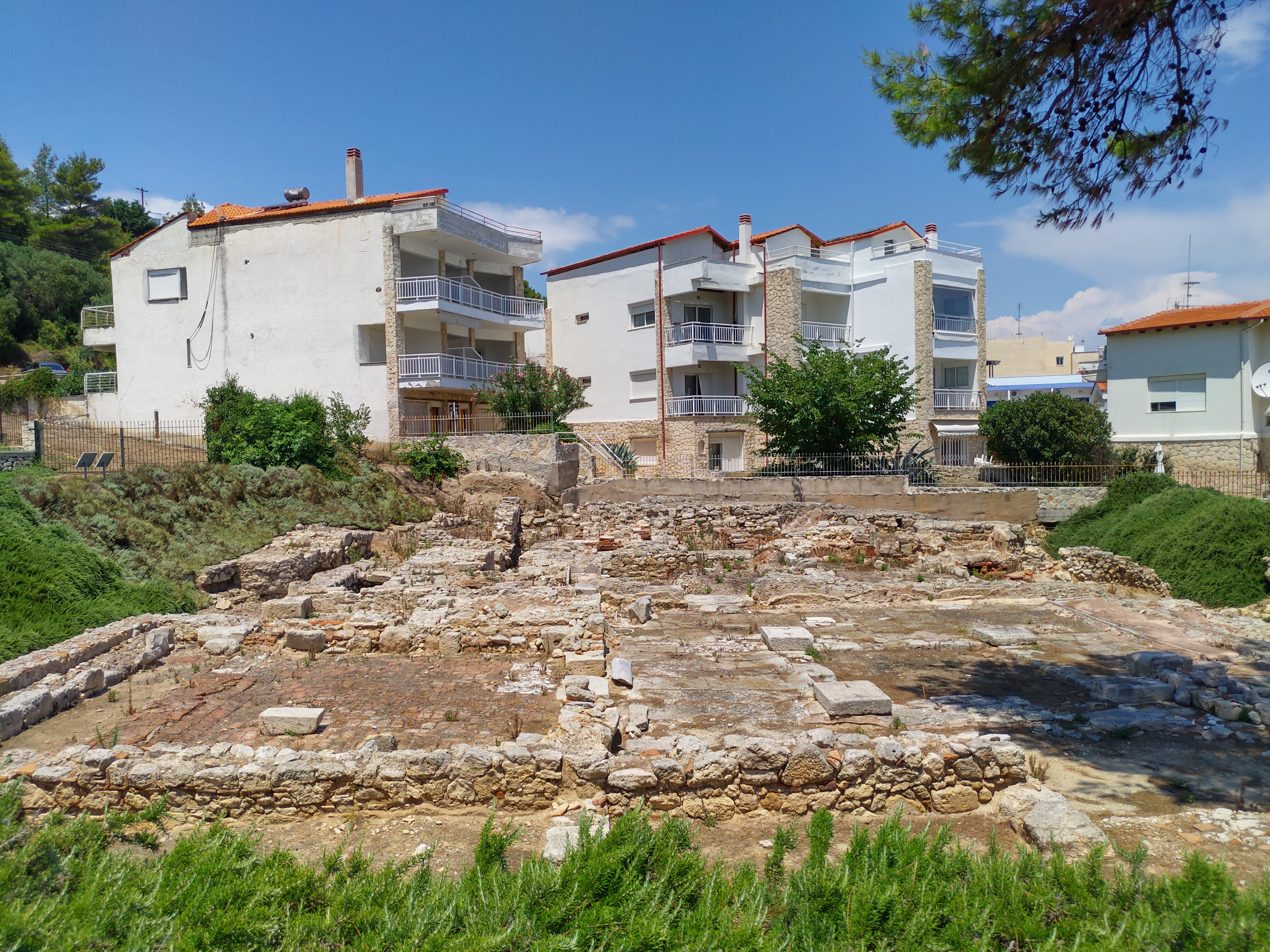
Ruïnes dels banys

El santuari fou descobert el 1968 o 1969,  durant la construcció d'un hotel, i les excavacions arqueològiques se'n feren entre el 1969 i el 1970.

## Edificis i troballes

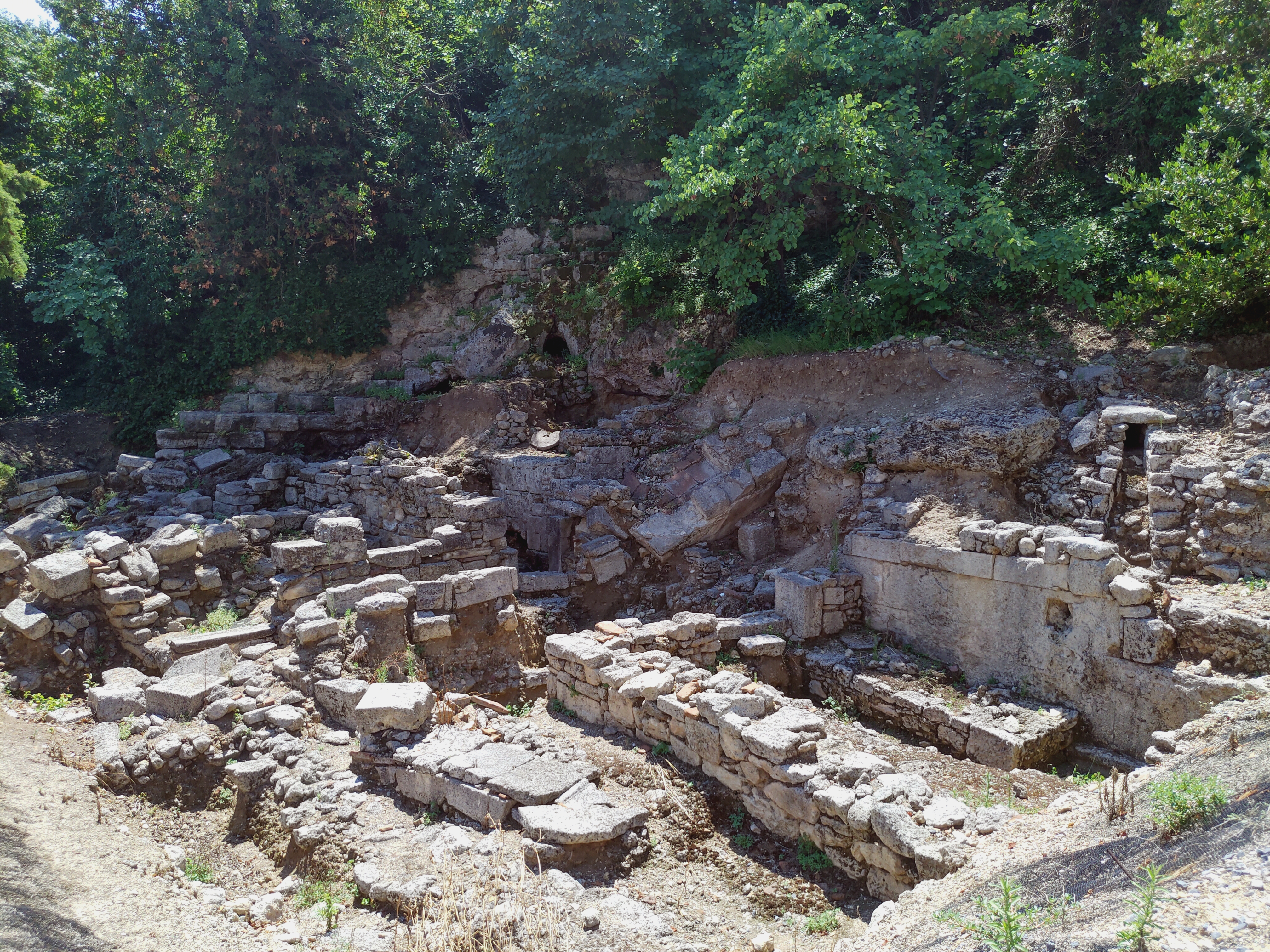
Ruïnes del Santuari de Dionís

El lloc arqueològic del santuari és a prop de la platja de l'actual poble de Kal·lithea. Els edificis de l'àrea del santuari incloïen el Temple de Zeus Amon; un santuari dedicat a Dionís i les nimfes, amb coves i fonts; i un edifici de banys dedicat a Asclepi. Els edificis eren dòrics i estaven fets de pedra calcària.
El Temple de Zeus Amon s'alçà a la plana costanera al nord de l'antic lloc de culte de Dionís. Era un temple perípter amb un sostre de teules de terracota. Al costat, n'hi havia un altar ja edificat. El temple ha estat identificat amb l'ajut d'una inscripció apareguda al lloc, que esmenta el nom de Zeus Amon. El santuari de l'època romana constava de dos terraplens en terrasses, que formaven una espècie de tribuna per a cerimònies, i un petit altar situat al mig.  El lloc de culte d'Asclepi amb els banys es trobava al nord del Temple de Zeus Amon.